# Chrotogale owstoni
Lo zibetto delle palme di Owston (Chrotogale owstoni  (Thomas, 1912) è un carnivoro della famiglia dei viverridi, unica specie del genere Chrotogale (Thomas, 1912), diffuso in Indocina e in Cina.

## Descrizione

### Dimensioni
Carnivoro di medie dimensioni, con lunghezza della testa e del corpo tra 400 e 660 mm, la lunghezza della coda tra 350 e 490 mm, la lunghezza del piede tra 70 e 90 mm e un peso fino a 3,4 kg.

### Caratteristiche craniche e dentarie
Il cranio è sottile e lungo, con un rostro allungato. Le ossa pre-mascellari sono sviluppate in avanti, in maniera tale da creare un largo spazio tra gli incisivi ed i canini. Il processo sopra-orbitale è corto e smussato, la bolla timpanica è piccola e stretta con un meato molto grande ed aperto. I denti sono apparentemente ridotti.

Sono caratterizzati dalla seguente formula dentaria:

### Aspetto
Il corpo è snello, gli arti sono relativamente corti. La pelliccia è lunga, con i peli della parte superiore del collo diretti all'indietro. Il colore del corpo è uniformemente bruno-giallastro, con 5 larghe bande trasversali bruno-nerastre. Le parti ventrali e gli arti sono ricoperti di macchie nerastre, mentre la nuca ha due strisce longitudinali nere. Sono presenti inoltre diverse file di piccole macchie nere sul collo e sui fianchi. Le unghie sono retrattili. L'andatura è digitigrada. La coda è più corta della testa e del corpo, ha la metà terminale folta e nera e due anelli bianchi alla base. Due piccole ghiandole odorifere perianali producono una secrezione nauseabonda, che viene spesso utilizzata in caso di minaccia.

## Biologia

### Comportamento
È una specie notturna e solitaria. Riposa su grandi alberi o densi cespugli dove costruisce i propri rifugi. Si nutre principalmente al suolo.

### Alimentazione
La dieta consiste principalmente in piccoli animali come scoiattoli, invertebrati, vermi e qualche frutto.

### Riproduzione
Si riproduce tra gennaio e marzo, sebbene probabilmente si riproduce due volte l'anno. Le femmine danno alla luce fino a 3 piccoli alla volta dopo una gestazione di 60 giorni.

## Distribuzione e habitat
Questa specie è diffusa nella Province cinesi dello Guangxi e Yunnan, nel Vietnam settentrionale e centrale e nel Laos orientale.
Vive vicino ai corsi d'acqua nelle foreste primarie e secondarie sempreverdi, foreste di Bambù e foreste degradate fino a 500 metri di altitudine.

## Conservazione
La IUCN Red List, considerato che la popolazione si è ridotta del 30% negli ultimi 15 anni a causa della perdita del proprio habitat e della caccia, classifica C.owstoni come specie vulnerabile (VU). In cattività è stato istituito un breeding program circoscritto ad alcuni zoo inglesi che vede quello di Newquay come coordinatore.